# Sapromyza fuscidula
Sapromyza fuscidula är en tvåvingeart som beskrevs av Shatalkin 1993. Sapromyza fuscidula ingår i släktet Sapromyza och familjen lövflugor. Inga underarter finns listade i Catalogue of Life.